# モルディブの在外公館の一覧

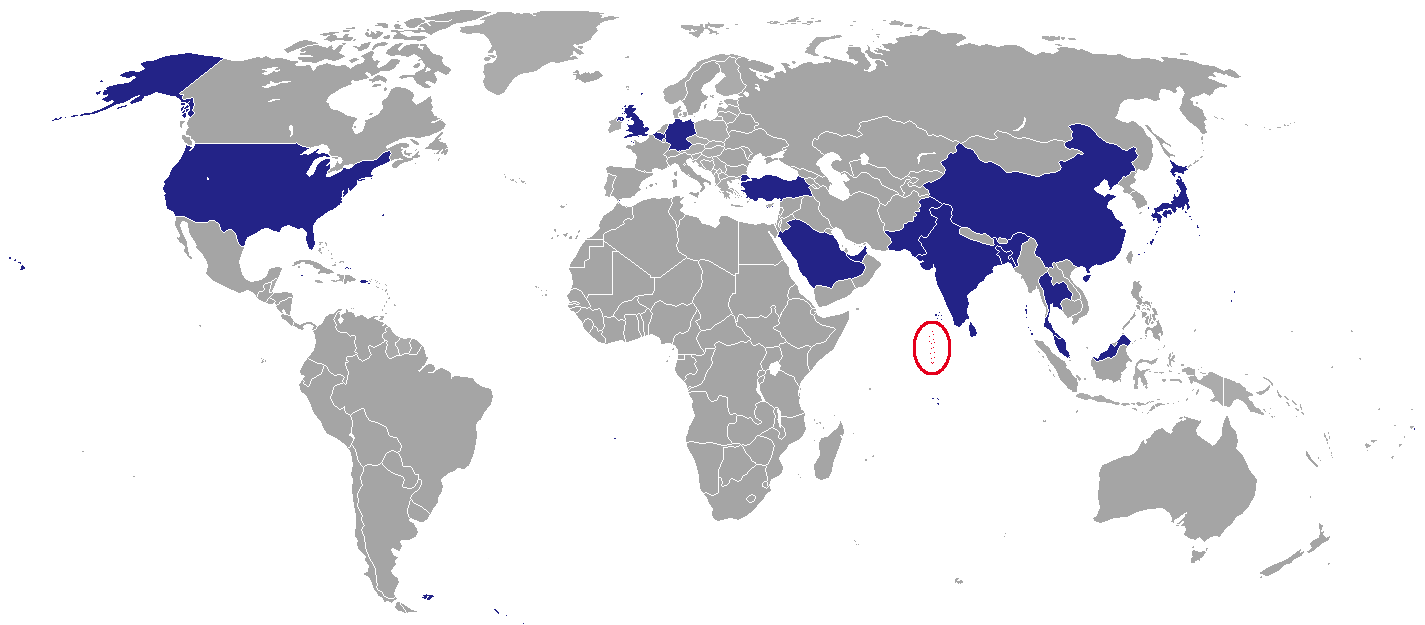
モルディブの在外公館が設置されている国

本項はモルディブの在外公館の一覧である。モルディブは英連邦諸国およびイスラム世界と密接な関係を持っているが、在外公館の数を拡張することには熱心でない。実際に、ロンドンの高等弁務官事務所は1995年に開設されたばかりであり、初代高等弁務官はその翌年に死亡して、後任者が信任状を捧呈するのに2005年まで待つことになった。
下記の在外公館に加えて、ドイツには観光情報局があり、オーストリアやデンマークを含む特定の国には名誉領事館がある。

## アジア
- アラブ首長国連邦
  - 在アラブ首長国連邦大使館（アブダビ）[1]
- インド

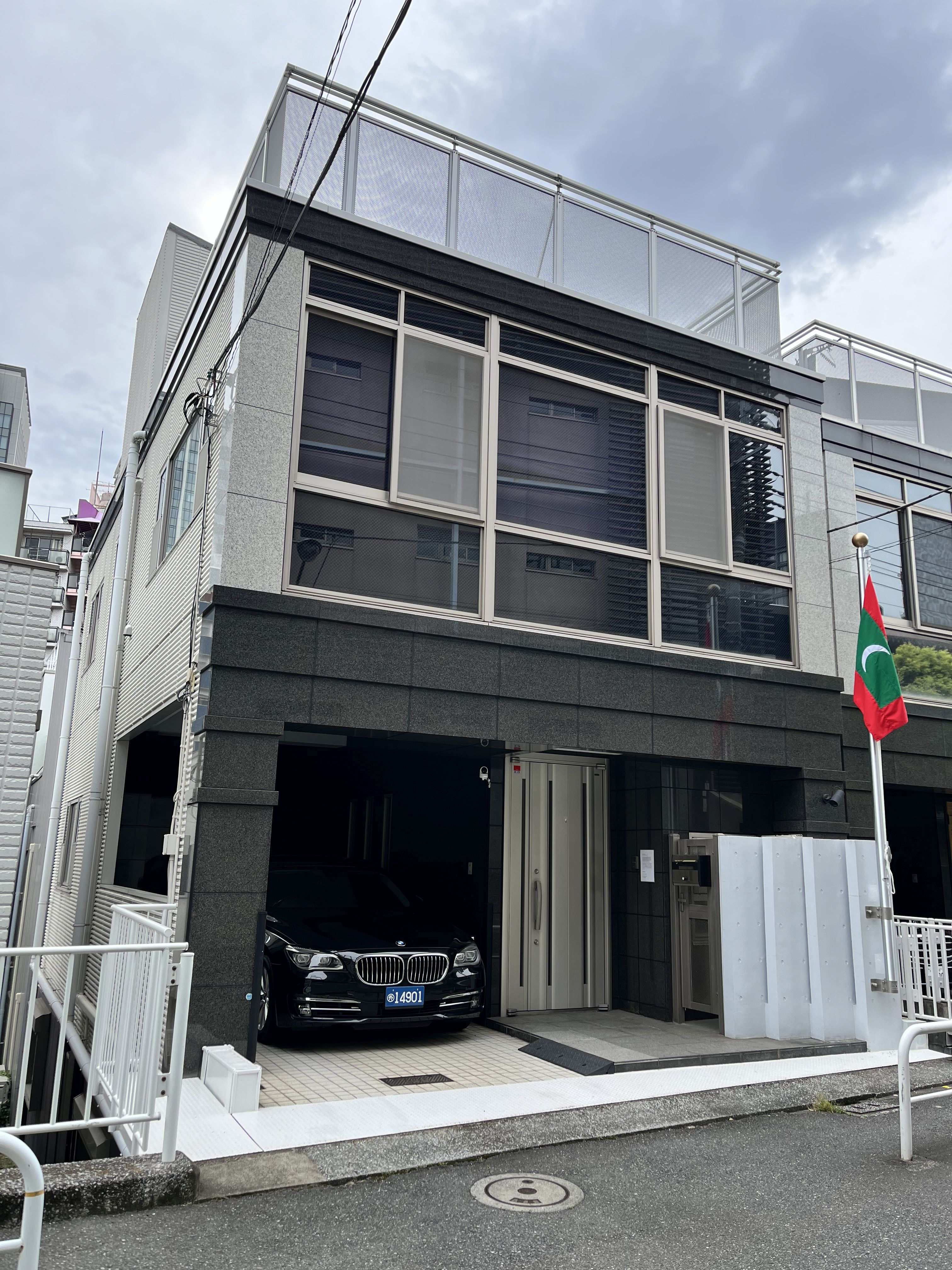
駐日モルディブ大使館

  - 在インド高等弁務官事務所（ニューデリー）[2]
  - 在ティルヴァナンタプラム総領事館[1]
- サウジアラビア
  - 在サウジアラビア大使館（リヤド）[3]
- シンガポール
  - 在シンガポール高等弁務官事務所（シンガポール）[4]
- スリランカ
  - 在スリランカ高等弁務官事務所（コロンボ）[5]
- タイ
  - 在タイ大使館（バンコク）[6]
- 中国
  - 在中華人民共和国大使館（北京）[1]
- 日本
  - 駐日大使館（東京）[7]
- パキスタン
  - 在パキスタン高等弁務官事務所（イスラマバード）[8]
- バングラデシュ
  - 在バングラデシュ高等弁務官事務所（ダッカ）[1]
- マレーシア
  - 在マレーシア高等弁務官事務所（クアラルンプール）[9]

## アメリカ
- アメリカ合衆国
  - 在アメリカ合衆国大使館（ワシントンD.C.）[10]

## ヨーロッパ

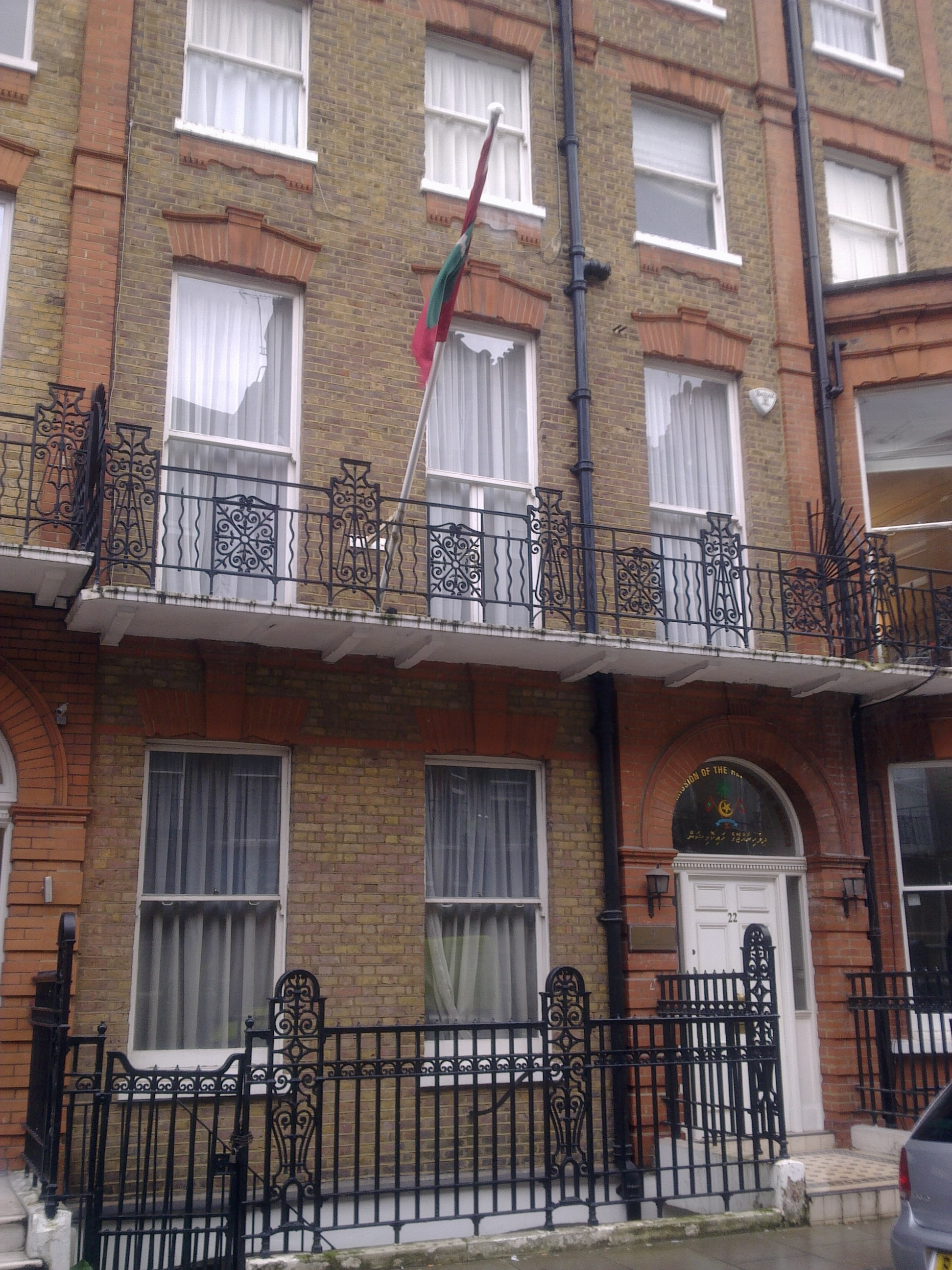
在英国モルディブ高等弁務官事務所

- イギリス
  - 在英国高等弁務官事務所（ロンドン）[11]
- ドイツ
  - 在ドイツ大使館（ベルリン）[12]
- ベルギー
  - 在ベルギー大使館（ブリュッセル）[1]

## 国際機関代表部
- 国際連合
  - ジュネーブ国際機関モルディブ政府代表部（ジュネーブ）[1]
  - 国際連合モルディブ政府代表部（ニューヨーク）[1]